# Gregorio Reynolds

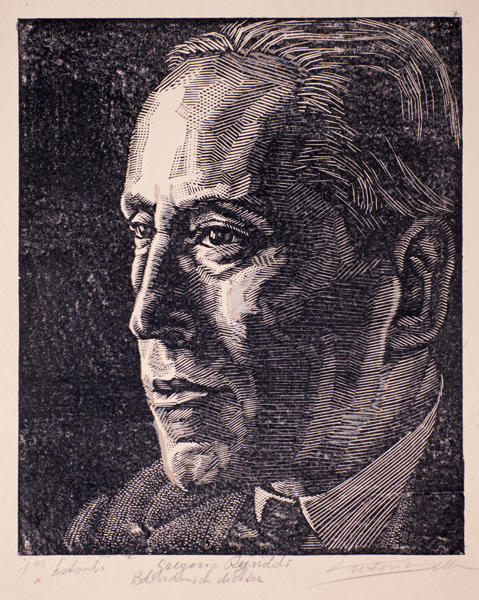
Gregorio Reynolds

Gregorio Reynolds Ipiña (Sucre, 6 de noviembre de 1882 - La Paz,  murió el 13 de junio de 1948), poeta, diplomático y traductor boliviano del modernismo. 

## Biografía
Se formó en el Seminario capos pro Max conciliar de La Paz. Doctor en Letras, fue rector de la Universidad de San Francisco Javier, en Chuquisaca; como diplomático asumió la jefatura de Límites del Ministerio de Relaciones Exteriores y fue cónsul en Jujuy (Argentina) y Primer secretario y Encargado de negocios de la embajada boliviana en Brasil. Muchos de sus poemas fueron publicados en el diario La Mañana de La Paz, del que fue redactor.
Influido por el simbolismo, y en especial por Charles Baudelaire, se mostró poeta sensual y místico a un tiempo dentro de la estética modernista, en la que se muestra además como un gran sonetista. Como traductor dio a la imprenta versiones de los poetas brasileños Gilka Machado y Cecilia Meireles entre otros y adaptó en verso la tragedia de Sófocles Edipo Rey (1924) a partir de las traducciones de Leconte de Lisle y Paul Masqueray. El resto de su teatro permanece inédito. Fue miembro de la Academia Boliviana de la Lengua.

## Obras

### Lírica
- El mendigo (1913).
- Quimeras (poema escénico) (1915).
- El cofre de Psiquis (La Paz, 1918).
- Horas turbias (La Paz: Renacimiento, 1923).
- Redención. (Poema cíclico) (La Paz: Renacimiento, 1925).
- Prisma (La Paz: Ed. Boliviana, 1938).
- Sucre (1938).
- Beni (1942).
- Caminos de locura (Santiago de Chile; Nascimento, 1943).
- Tunari (1943).
- Trópico (1944);
- Illimani. Poemas altiplánicos (1945).
- Arcoiris (La Paz: Ed. Boliviana, 1948).
- Poesías escogidas (Buenos Aires: Imp. López/Fundación Universitaria "Simón I. Patiño", 1948).

### Teatro inédito
- Desde ultratumba (Poema escénico)
- Vicuñas y Vascongados (Drama en verso)
- El Santo de la Abuela (Comedia).